# Смерть online
Смерть online (англ. Dot.Kill) — американо-британский триллер 2005 года.

## Сюжет
Детектив Чарли Дэйнс умирает от рака, он употребляет морфий чтобы избавляться от боли. Однажды он сталкивается с серийным убийцей, который транслирует записи своих убийств в режиме реального времени в интернете, где их могут видеть миллионы людей. Полицейские обращаются за помощью к хакеру Адаму, но современные способы расследования ни к чему не приводят. Тогда Дэйнс решает взять дело в свои руки и применить старые и проверенные полицейские методы расследования.

## В ролях
| Актёр                | Роль                    |
| -------------------- | ----------------------- |
| Арманд Ассанте       | детектив Чарли Дэйнс    |
| Сонни Маринелли      | детектив Микки Гарвелле |
| Раффаэлло Дегруттола | Адам Сотрел             |
| Стэнли Таунсенд      | капитан Томми Бирнс     |
| Клэр Голман          | Мэри Дэйнс              |
| Фрэнк Нассо          | Стиви Дэйнс             |
| Джейсон Дюрран       | Митч                    |
| Тони Шина            | Пит                     |
| Джефф Мерчант        | Эдвард Максвелл         |
| Рэй Николас          | Чарльз Горват           |